# Pray (Loir-et-Cher)
Pray ist eine französische Gemeinde mit 280 Einwohnern (Stand: 1. Januar 2022) im Département Loir-et-Cher in der Region Centre-Val de Loire. Sie gehört zum Arrondissement Vendôme und zum Kanton Montoire-sur-le-Loir. Die Einwohner werden Prayens genannt.

## Geografie
Die Gemeinde Pray liegt zwölf Kilometer südlich von Vendôme und etwa 22 Kilometer nordwestlich von Blois. Umgeben wird Pray von den Nachbargemeinden Crucheray im Nordwesten und Norden, Villeromain im Nordosten, Tourailles im Osten, Landes-le-Gaulois im Osten und Südosten, Lancôme im Süden, Gombergean im Südwesten sowie Lancé im Westen.

## Einwohnerentwicklung
| Jahr                       | 1962 | 1968 | 1975 | 1982 | 1990 | 1999 | 2006 | 2014 | 2022 |
| -------------------------- | ---- | ---- | ---- | ---- | ---- | ---- | ---- | ---- | ---- |
| Einwohner                  | 299  | 219  | 215  | 218  | 244  | 262  | 273  | 293  | 280  |
| Quellen: Cassini und INSEE |      |      |      |      |      |      |      |      |      |

## Sehenswürdigkeiten
- Kirche Saint-Pierre, seit 2007 Monument historique

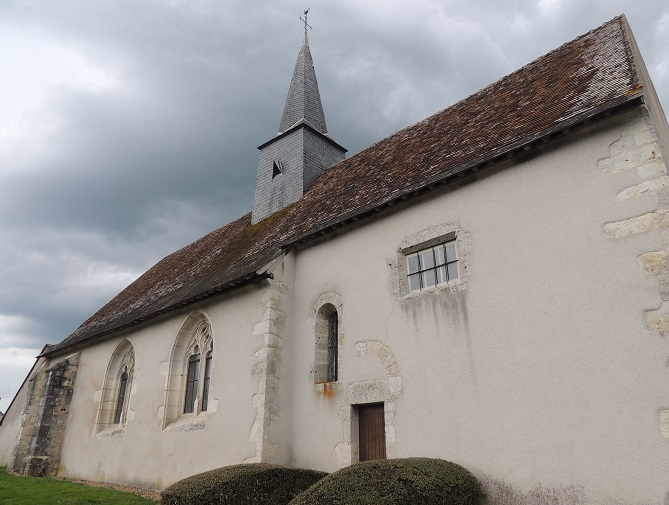
Kirche Saint-Pierre